# Centre de stockage de Drigg

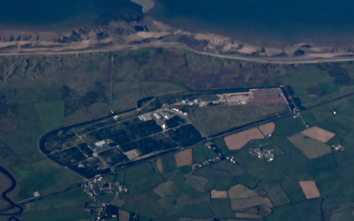
Vue aérienne du site en 2015

Le centre de stockage de Drigg (LLW Repository Ltd), sis à Drigg, en Cumbria, est le centre de stockage des déchets nucléaires faiblement radioactifs du Royaume-Uni de Grande-Bretagne. Il se situe à environ six kilomètres au sud-est de Sellafield (anciennement Windscale). Les déchets proviennent de l'usine de Sellafield, des centrales nucléaires, des hôpitaux et universités, des compagnies médicales ainsi que de l'industrie pétrolière. 

## Historique
Le site est en activité depuis 1959.
En 2008, le conseil du comté de Cumbria donne l'autorisation de construire l'alvéole n°9. Elle hébergera environ 700 containers d'acier ISO par an, et contiendra au total 5 500 containers en acier ISO, ce qui signifie qu'elle sera exploitée pendant environ huit années. L'alvéole n°9 est entrée en activité en 2010 .
L'Autorité britannique de démantèlement nucléaire annonce en 2008 que le contrat de gestion du centre a été accordé à UK Nuclear Waste Management Ltd (un consortium dirigé par URS Corporation et qui comprend Studsvik, Areva et Serco Assurance). 
En 2014, un rapport de l'agence de l'environnement britannique annonce que le site de Drigg est sous la menace de l'érosion côtière et de l'élévation du niveau de la mer.